# Maria Schalcken
Maria Schalcken (c. 1645 - c. 1699) é uma pintora holandesa do Século de Ouro dos Países Baixos. Foi irmã e aluna do pintor Godfried Schalcken.

## Biografia
Maria Schalcken era a quarta filha de uma família de quatro meninos e quatro meninas (sua única irmã mais velha provavelmente morreu jovem). Seu pai foi inicialmente pastor em Eethen e Drongelen (a oeste de Den Bosch), e de 1643 a 1654 em Drimmelen e Made (ao norte de Breda), onde Maria teria nascido. Em 1654, Cornelis Schalcken tornou-se reitor da escola de latim em Dordrecht e a família mudou-se para aquela cidade. Dois dos irmãos de Maria, como seu pai e ambos os avós, se tornariam pastores. Seu irmão Godfrey (1643-1706) tornou-se um pintor de sucesso de retratos, cenas de gênero e pinturas históricas. Algumas de suas obras do período 1665-1670, como a pintura 'Vrouwtje kom ten hoof', parecem apresentar pessoas próximas a ele, incluindo sua irmã Maria.